# Hermann Volz (Bildhauer)

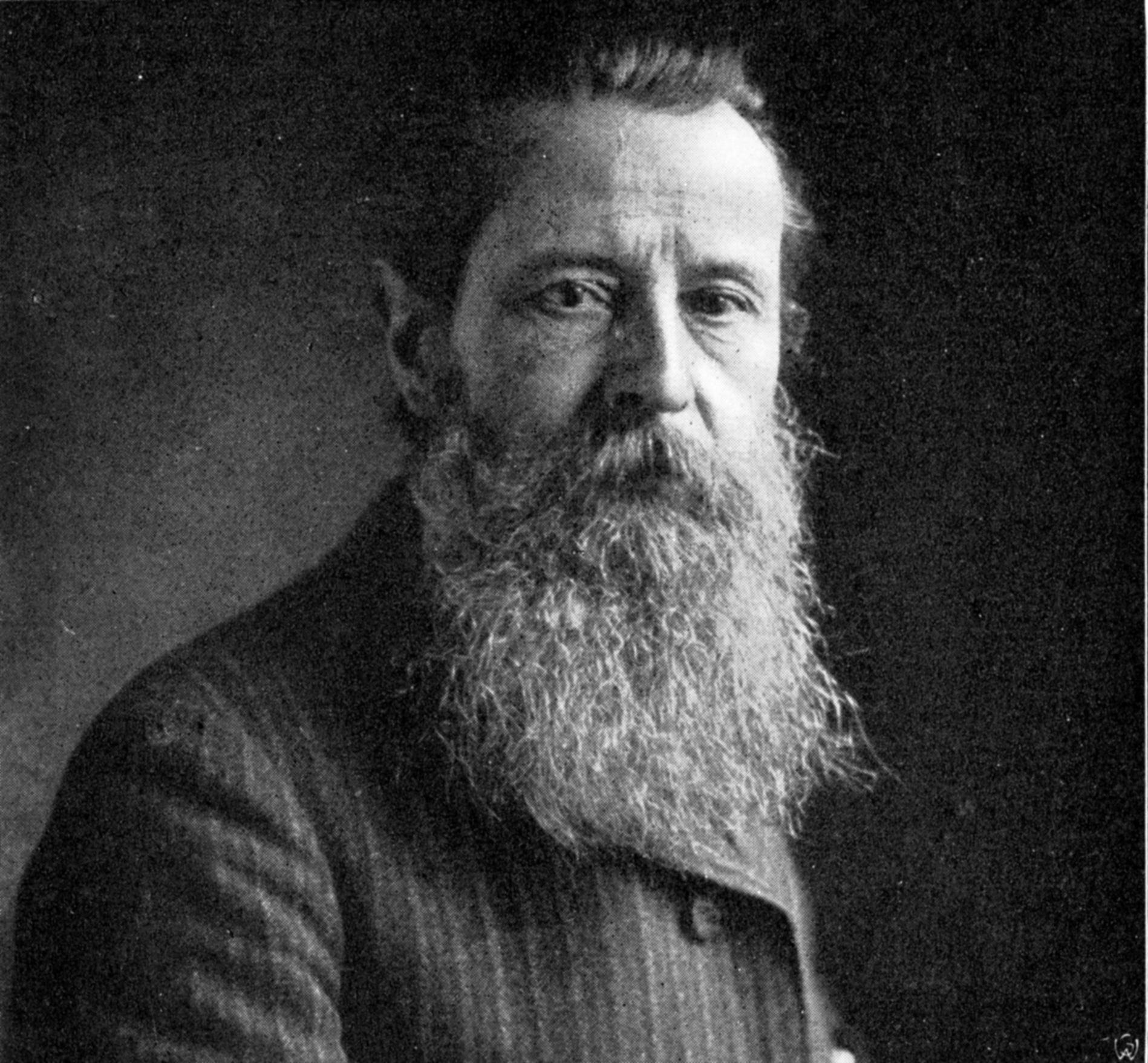
Hermann Volz (1910)

Hermann Volz (* 31. März 1847 in Karlsruhe; † 11. November 1941 ebenda) war ein deutscher Bildhauer.

## Leben
Hermann Volz, der Sohn eines Karlsruher Arztes, begann nach dem Abitur das Studium der Architektur am Polytechnikum Karlsruhe, das durch den Krieg 1870/71 unterbrochen wurde. Nach dem Krieg nahm er eine Ausbildung zum Bildhauer in den Steinhäuserschen Lehrwerkstätten auf. 1872 machte er eine Studienreise nach Italien und setzte 1873 seine Ausbildung bei J. Canon in Stuttgart fort. 1875, 1878, 1883, 1902, 1904/05 und 1913 hielt er sich in Italien auf.
1877 brachte ihm das Kriegerdenkmal am Ettlinger Tor in Karlsruhe den ersten großen Erfolg und Durchbruch. In der Folge erhielt er 1879 eine Anstellung an der Karlsruher Kunstgewerbeschule. Er unterrichtete als Professor von 1880 bis 1919 an der Staatlichen Akademie der Bildenden Künste Karlsruhe. Ein Sohn ist der Schriftsteller Robert Volz.
Volz war 1937 und 1938 auf der Großen Deutschen Kunstausstellung in München mit vier Plastiken vertreten. Dabei erwarb Hitler 1937 „Orestes, vor den Furien fliehend“ (heute im Bestand des Deutschen Historischen Museums) und 1938 „Jugend“.

## Werke
- Kaiser-Wilhelm-Denkmal (Essen)
- Bad Cannstatt – Denkmal für Berthold Auerbach (1909)
- Flensburg: Kaiser-Wilhelm I.-Büstendenkmal, Marienkirchhof; abgebaut, Büste eingeschmolzen
- Freiburg im Breisgau: Alexander Ecker Büste im Institutsviertel der Universität[3]
- Graben: Kriegerdenkmal 1870/71 mit Kaiser Wilhelm I.-Büste[4], auf dem Kirchplatz; erhalten
- Hannover: Provinzial-Siegesdenkmal 1871, auf dem Emmichplatz
- Heidelberg
  - Büste des Kunsthistorikers Henry Thode 1903
  - Denkmal für Robert Wilhelm Bunsen 1907/08 im Ehrenhof des Friedericianum, Hauptstraße 47/49. (Hermann Volz erhielt dafür die Ehrendoktorwürde der Universität Heidelberg)
  - Relief des Mathematikers Leo Koenigsberger 1914
  - Büste des Pfälzer Dichters Karl Gottfried Nadler
- Karlsruhe
  - Büste des Oberbürgermeisters Wilhelm Florentin Lauter im Stadtgarten
  - Scheffeldenkmal am Scheffelplatz
  - Lidellbrunnen am Lidellplatz (Karlsruhe) (beides zu Ehren von Christoph Friedrich Lidell)
  - Kriegerdenkmal 1870/71 am Alten Friedhof (früher am Ettlinger-Tor-Platz)
  - Prachtgräber in der Großherzoglichen Grabkapelle
  - Denkmal für Prinz Wilhelm von Baden
  - allegorische Figuren Lex und Jus am Landgericht (Schwurgerichtstrakt Stephanienstraße)
  - Skulptur: Zeitgeist und Staatsschiff im Badischen Landesmuseum Karlsruhe
- Lübeck: Sitzbild des Dichters Emanuel Geibel
- Mannheim: Krieger- und Siegesdenkmal zum Andenken der Kämpfer, die den Krieg 1870/71 mitmachen (Am Luisenring, E7): Der Siegesgenius schreitet, Frieden und die Kaiserkrone bringend, über die Trophäen hernieder. Zu seinen Füßen befindet sich die verwundete und sich aufbäumende Kraft, die als Löwe darstellt wurde.[5]
- Wiesbaden: Giebelfeld am Staatstheater

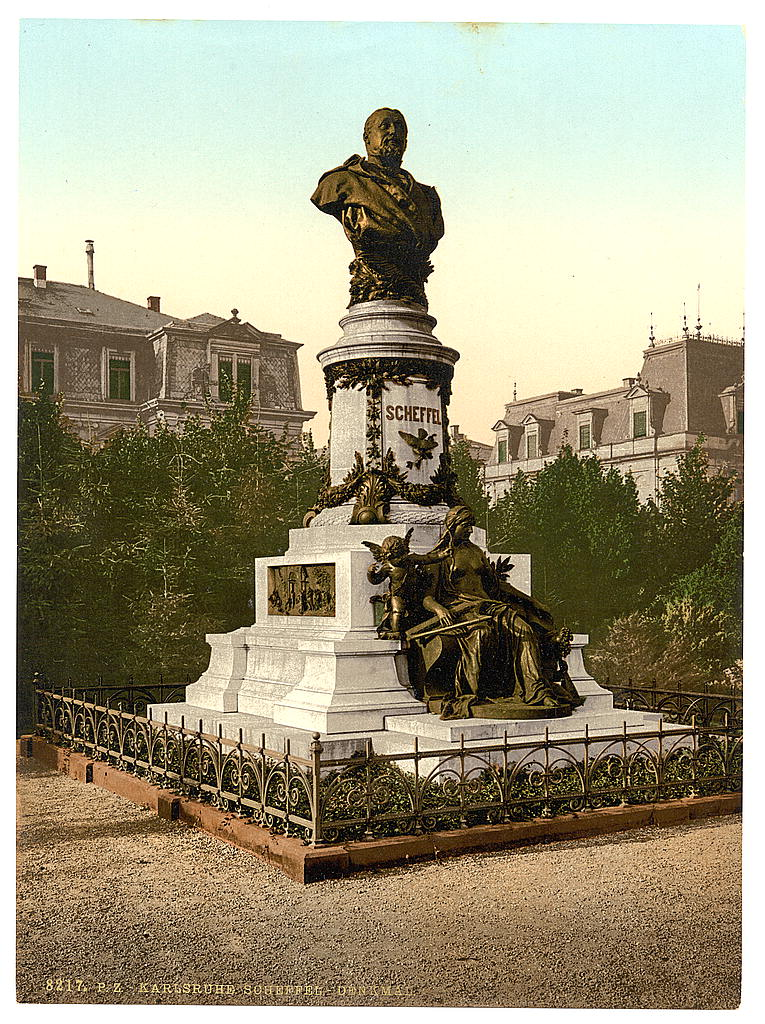
Scheffel in Karlsruhe
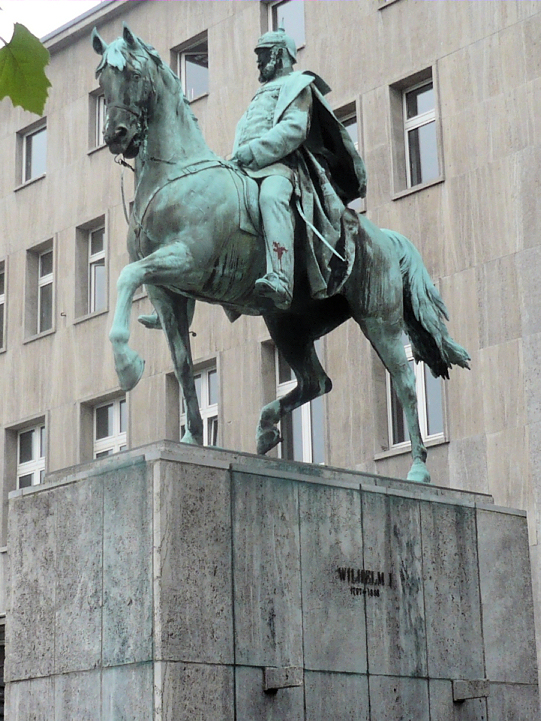
Wilhelm I. in Essen
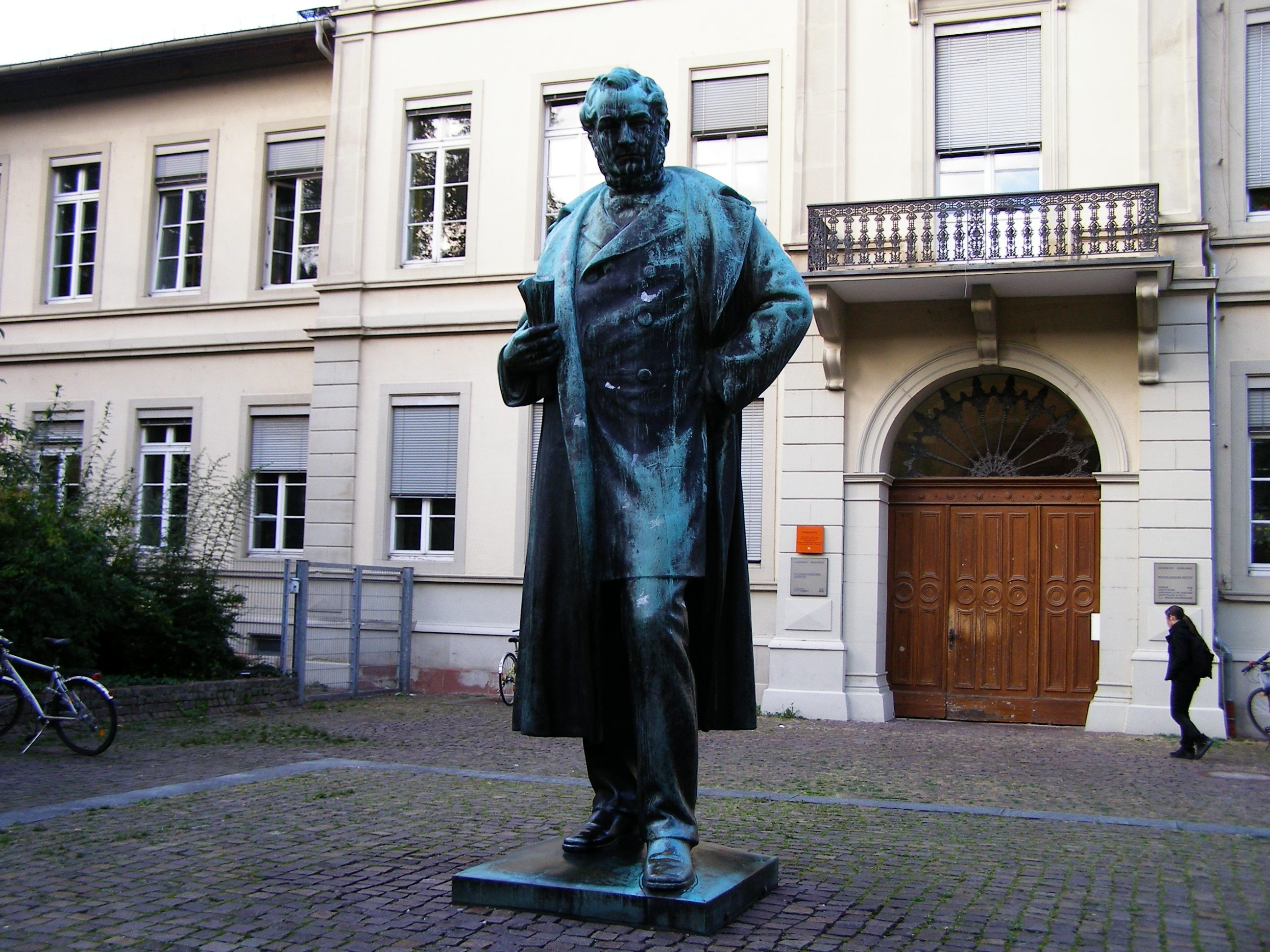
Bunsen-Denkmal in Heidelberg